# Свети Георги (Конюх)
Вижте пояснителната страница за други значения на Свети Георги.
„Свети Архангели“ (на македонска литературна норма: „Свети Архангели“), известна сред местното население като „Свети Георги“ (Свети Ѓорѓи), е поствизантийска православна църква в кратовското село Конюх, североизточната част на Северна Македония. Част е от Кумановско-Осоговската епархия на Македонската православна църква. Обявена е за паметник на културата в 1954 година.

## Местоположение
Църквата е разположена в гробищата на Конюх, на 300 m югозападно под археологическия обект Големо градище и на 400 m западно от Конюшката ротонда. Сградата и гробището са изолирани от околните полета с клисури и са лесно достъпни само от югоизточната страна. На няколко метра източно от църквата има дълбок дол, през което тече на север малък поток, приток на Крива река. В дола, близо до църквата, има извор.

## Архитектура
Църквата е еднокорабен гробищен храм с по-късно дозидан притвор и изпъкнала източна апсида. Дължината му е около 7 m, а широчината 4,5 m. Изградена е частично от големи каменни блокове, вероятно изкопани от руините на античния град на Големо градище (може би Транупара). Празнините между блоковете са попълвани с малки камъни, тухли и плочки, фрагменти и хоросан. От външната страна на южната стена е вграден фрагмент от римски гроб. Вътре се виждат дървени греди, които подсилват сградата. Употребата на по-малки камъни и различната строителна техника особено в горната част на стените, показва интервенции и евентуално поява на нов покрив в някакъв момент. Останките от покрива показват, че той също е бил направен от камък. На източната стена над апсидата все още е запазена група декоративна керамика. Три украсени зидани ниши разчупват външния изглед на северната стена. Тесен отвор за прозорец е разположен на относително ниско ниво в апсидата и очевидно вторият прозорец се е намирал на южната стена. Само входът е поставен на западната стена. Датата на срутване на покрива не е известна, но тя предшества посещението на Светозар Радойчич в 1938 година. Двете вертикални плочи на олтарната преграда остават на мястото си, както и основата на олтара в задолтарното пространство. На източната стена все още се виждат сериозно повредени останки от стенописи.
Не са известни нито оригиналният светец, на когото е посветена църквата, нито датата на построяването. Според характеристиките на остатъците от живописта и на градежа се датира от XIV до XVI век. В проучването си на мястото Радойчич накратко описва и тази църква с план и снимка и я идентифицира като „Свети Архангел“, като привежда за доказателство стенописа в нишата над входа, който по-късно е унищожен без следа. Райдойчич обаче дава и предходна идентификация като „Свети Никола“.
- Остатъци от живопис